# 10171 Takaotengu
10171 Takaotengu (tên chỉ định: 1995 EE8) là một tiểu hành tinh vành đai chính. Nó được phát hiện bởi Masanori Hirasawa và Shohei Suzuki ở Mount Nyukasa Station ở Nhật Bản ngày 7 tháng 3 năm 1995. Nó được đặt theo tên Takaotengu, a legendary creature said to inhabit Mount Takao ở Tokyo, Nhật Bản.